# NIFL Premiership 2014-15
La NIFL Premiership 2014-15 fue la 114ª temporada de la Liga Norirlandesa de Fútbol, la liga de fútbol más alta de Irlanda del Norte. El torneo comenzó el 9 de agosto de 2014 y finalizó el 25 de abril de 2015. El Cliftonville era el defensor del título, después de ganar su segundo título consecutivo la temporada anterior.
Al final del torneo el Crusaders se consagró campeón por quinta vez en su historia, su primer título de primera división en 18 años desde su última victoria en la temporada 1996-97.
El Institute fue relegado nuevamente a la NIFL Championship después de sólo una temporada en la máxima categoría. Warrenpoint Town terminó en el puesto 11° y se enfrentó al Bangor por un puesto en la siguiente temporada

## Sistema de competición
El torneo constó de dos fases, en la Fase regular los doce equipos participantes jugaron entre sí, todos contra todos, tres veces totalizando 33 partidos cada uno, al final de estos 33 partidos fueron divididos en dos grupos. el Grupo campeonato lo integraron los seis primeros de la Fase regular, mientras que el Grupo descenso lo integraron los seis últimos, dentro de cada grupo los seis equipos jugaron entre sí, todos contra todos, una vez, sumando así cinco partidos más generando un total de 38 partidos, los resultados estadísticos de la Fase regular se mantuvieron en cada uno de los grupos. Al final de las 38 jornadas el primer clasificado del Grupo campeonato obtuvo un cupo para la segunda ronda de la Liga de Campeones 2015-16, mientras que el segundo y tercer clasificados obtuvieron un cupo para la primera ronda de la Liga Europea 2015-16. El último clasificado del Grupo descenso descendió al NIFL Championship 2015-16. Mientras que el penúltimo clasificado jugó un play-off, que decidió el equipo que jugara en la NIFL Premiership 2015-16
Un tercer cupo para la primera ronda de la Liga Europea 2015-16 fue asignado al campeón de la Copa de Irlanda del Norte.

## Clubes
El Ards descendido la temporada anterior, siendo sustituido para esta temporada por el campeón de la NIFL Championship el Institute.

### Estadios y locaciones
| Equipo                | Ciudad         | Estadio                 | Capacidad |
| --------------------- | -------------- | ----------------------- | --------- |
| Ballinamallard United | Ballinamallard | Ferney Park             | 2,000     |
| Ballymena United      | Ballymena      | The Showgrounds         | 3,050     |
| Cliftonville          | Belfast        | Solitude                | 2,530     |
| Coleraine             | Coleraine      | The Showgrounds         | 2,496     |
| Crusaders             | Belfast        | Seaview                 | 3,383     |
| Dungannon Swifts      | Dungannon      | Stangmore Park          | 5,000     |
| Glenavon              | Lurgan         | Mourneview Park         | 4,160     |
| Glentoran             | Belfast        | The Oval                | 6,054     |
| Institute             | Drumahoe       | Riverside Stadium       | 3,110     |
| Linfield              | Belfast        | Windsor Park            | 10,500    |
| Portadown             | Portadown      | Shamrock Park           | 3,940     |
| Warrenpoint Town      | Warrenpoint    | Milltown Playing Fields | 2,000     |

### Ascensos y descensos
| Pos. | Ascendido de Championship 2013-14 |
| ---- | --------------------------------- |
| 1    | Institute                         |

| Pos. | Descendido de Premiership 2013-14 |
| ---- | --------------------------------- |
| 12   | Ards                              |

## Primera fase

### Clasificación
| Pos. | Equipo                | Pts. | PJ | G  | E  | P  | GF | GC | Dif. | Clasificación 2014–15    |
| ---- | --------------------- | ---- | -- | -- | -- | -- | -- | -- | ---- | ------------------------ |
| 1    | Crusaders             | 73   | 33 | 22 | 7  | 4  | 85 | 39 | +46  | Ronda por el campeonato  |
| 2    | Linfield              | 64   | 33 | 19 | 7  | 7  | 59 | 39 | +20  | Ronda por el campeonato  |
| 3    | Cliftonville          | 57   | 33 | 15 | 12 | 6  | 65 | 38 | +27  | Ronda por el campeonato  |
| 4    | Portadown             | 57   | 33 | 16 | 9  | 8  | 61 | 48 | +13  | Ronda por el campeonato  |
| 5    | Glentoran             | 54   | 33 | 15 | 9  | 9  | 65 | 47 | +18  | Ronda por el campeonato  |
| 6    | Glenavon              | 54   | 33 | 16 | 6  | 11 | 68 | 59 | +9   | Ronda por el campeonato  |
| 7    | Coleraine             | 40   | 33 | 11 | 7  | 15 | 42 | 49 | −7   | Ronda por la permanencia |
| 8    | Ballymena United      | 36   | 33 | 10 | 6  | 17 | 54 | 72 | −18  | Ronda por la permanencia |
| 9    | Dungannon Swifts      | 32   | 33 | 7  | 11 | 15 | 35 | 52 | −17  | Ronda por la permanencia |
| 10   | Ballinamallard United | 29   | 33 | 7  | 8  | 18 | 31 | 65 | −34  | Ronda por la permanencia |
| 11   | Warrenpoint Town      | 25   | 33 | 5  | 10 | 18 | 39 | 67 | −28  | Ronda por la permanencia |
| 12   | Institute             | 20   | 33 | 4  | 8  | 21 | 32 | 71 | −39  | Ronda por la permanencia |

Actualizado a los partidos jugados el 28 de marzo de 2015.
 Fuente: Soccerway

### Resultados cruzados
| Local \ Visitante     | BMD | BYM | CLI | COL | CRU | DUN | GLA | GLT | INS | LIN | POR | WPT |
| --------------------- | --- | --- | --- | --- | --- | --- | --- | --- | --- | --- | --- | --- |
| Ballinamallard United | —   | 3–0 | 0–4 | 1–0 | 1–1 | 2–0 | 1–0 | 2–2 | 2–3 | 1–3 | 0–2 | 3–1 |
| Ballymena United      | 3–0 | —   | 2–2 | 0–2 | 0–2 | 2–2 | 1–4 | 2–2 | 2–1 | 2–3 | 3–2 | 2–0 |
| Cliftonville          | 3–2 | 7–0 | —   | 2–3 | 0–1 | 1–1 | 3–3 | 0–0 | 4–0 | 0–0 | 2–0 | 3–1 |
| Coleraine             | 1–1 | 1–2 | 2–0 | —   | 2–6 | 1–2 | 2–1 | 1–0 | —   | 1–2 | 0–0 | 0–0 |
| Crusaders             | 3–1 | 2–2 | 0–1 | 3–0 | —   | 1–0 | 1–4 | 1–0 | 3–2 | 2–2 | 2–3 | 3–0 |
| Dungannon Swifts      | 1–1 | 0–3 | 1–3 | 0–1 | 2–2 | —   | 2–1 | 2–3 | 2–2 | 0–1 | 2–3 | 0–2 |
| Glenavon              | 1–0 | 2–1 | 1–3 | 2–3 | 2–2 | 0–2 | —   | 1–2 | 1–1 | 1–2 | 2–4 | 3–2 |
| Glentoran             | 3–1 | 4–0 | 2–1 | 2–0 | 1–3 | 1–0 | 2–4 | —   | 2–1 | 2–3 | 1–1 | 3–1 |
| Institute             | 0–2 | 1–2 | 2–3 | 2–0 | 1–1 | 1–1 | 1–4 | 1–1 | —   | 1–1 | 0–4 | 1–0 |
| Linfield              | 3–0 | 3–2 | 1–3 | 2–1 | 1–2 | 4–0 | 0–1 | 2–2 | 3–1 | —   | 3–2 | 1–0 |
| Portadown             | 3–0 | 2–1 | 0–1 | 0–2 | 3–1 | 1–0 | 3–2 | 3–1 | 4–1 | 3–0 | —   | 2–2 |
| Warrenpoint Town      | 2–0 | 2–2 | 1–1 | 1–3 | 0–3 | 3–3 | 0–2 | 2–5 | 0–1 | 1–2 | 2–1 | —   |

| Local \ Visitante     | BMD | BYM | CLI | COL | CRU | DUN | GLA | GLT | INS | LIN | POR | WPT |
| --------------------- | --- | --- | --- | --- | --- | --- | --- | --- | --- | --- | --- | --- |
| Ballinamallard United | —   | 1–3 | 1–1 | 2–1 | —   | —   | 1–3 | —   | —   | 1–1 | 0–0 | —   |
| Ballymena United      | —   | —   | —   | 4–3 | 1–3 | —   | 2–4 | 1–3 | 3–0 | —   | —   | —   |
| Cliftonville          | —   | 1–0 | —   | —   | —   | —   | 2–3 | 1–1 | 5–1 | —   | —   | 2–2 |
| Coleraine             | —   | —   | 0–0 | —   | 1–5 | 1–2 | 1–1 | 1–1 | —   | —   | 0–1 | —   |
| Crusaders             | 3–0 | —   | 4–1 | —   | —   | —   | —   | —   | 3–1 | 2–1 | 6–0 | 4–1 |
| Dungannon Swifts      | 2–0 | 1–0 | 1–1 | —   | 1–1 | —   | —   | —   | —   | 0–3 | —   | —   |
| Glenavon              | —   | —   | —   | —   | 3–7 | 2–1 | —   | —   | 2–1 | 1–0 | —   | 2–2 |
| Glentoran             | 4–0 | —   | —   | —   | 1–2 | 2–0 | 1–2 | —   | 4–1 | —   | —   | —   |
| Institute             | 1–1 | —   | —   | 0–2 | —   | 1–2 | —   | —   | —   | 0–1 | —   | 1–1 |
| Linfield              | —   | 2–1 | 2–2 | 1–1 | —   | —   | —   | 2–1 | —   | —   | 1–2 | 3–0 |
| Portadown             | —   | 5–5 | 0–2 | —   | —   | 1–1 | 3–3 | 1–1 | 2–1 | —   | —   | —   |
| Warrenpoint Town      | 7–0 | 2–0 | —   | 0–5 | —   | 1–1 | —   | 0–5 | —   | —   | 0–0 | —   |

| 1. |

## Grupo campeonato

### Clasificación
| Pos. | Equipo        | Pts. | PJ | G  | E  | P  | GF | GC | Dif. | Clasificación 2015-16                 |
| ---- | ------------- | ---- | -- | -- | -- | -- | -- | -- | ---- | ------------------------------------- |
| 1    | Crusaders (C) | 82   | 38 | 25 | 7  | 6  | 93 | 43 | +50  | Primera Ronda de la Liga de Campeones |
| 2    | Linfield      | 72   | 38 | 21 | 9  | 8  | 67 | 46 | +21  | Primera Ronda de la Liga Europea      |
| 3    | Glenavon      | 66   | 38 | 20 | 6  | 12 | 82 | 65 | +17  | Primera Ronda de la Liga Europea      |
| 4    | Portadown     | 62   | 38 | 17 | 11 | 10 | 65 | 56 | +9   |                                       |
| 5    | Cliftonville  | 61   | 38 | 16 | 13 | 9  | 71 | 47 | +24  |                                       |
| 6    | Glentoran     | 58   | 38 | 16 | 10 | 12 | 67 | 51 | +16  | Primera Ronda de la Liga Europea      |

Actualizado a los partidos jugados el 25 de abril de 2015.
 Fuente: Soccerway
Notas:
1. ↑  Glentoran Se clasifica a la Primera ronda de la Liga Europa 2015-16 tras ganar la Copa de Irlanda del Norte

### Resultados cruzados
| Local \ Visitante | CLI | CRU | GLA | GLT | LIN | POR |
| ----------------- | --- | --- | --- | --- | --- | --- |
| Cliftonville      | —   | 0–1 | —   | —   | 2–2 | 4–0 |
| Crusaders         | —   | —   | 4–0 | 2–0 | —   | —   |
| Glenavon          | 5–0 | —   | —   | 4–0 | —   | 3–2 |
| Glentoran         | 1–0 | —   | —   | —   | 1–2 | 0–0 |
| Linfield          | —   | 3–1 | 0–2 | —   | —   | —   |
| Portadown         | —   | 1–0 | —   | —   | 1–1 | —   |

## Grupo descenso

### Clasificación
| Pos. | Equipo                | Pts. | PJ | G  | E  | P  | GF | GC | Dif. | Clasificación 2015–16                    |
| ---- | --------------------- | ---- | -- | -- | -- | -- | -- | -- | ---- | ---------------------------------------- |
| 1    | Ballymena United      | 51   | 38 | 15 | 6  | 17 | 62 | 75 | −13  |                                          |
| 2    | Coleraine             | 46   | 38 | 13 | 7  | 18 | 48 | 55 | −7   |                                          |
| 3    | Ballinamallard United | 39   | 38 | 10 | 9  | 19 | 40 | 71 | −31  |                                          |
| 4    | Dungannon Swifts      | 37   | 38 | 8  | 13 | 17 | 38 | 56 | −18  |                                          |
| 5    | Warrenpoint Town (O)  | 30   | 38 | 6  | 12 | 20 | 50 | 76 | −26  | Playoffs de descenso.                    |
| 6    | Institute             | 21   | 38 | 4  | 9  | 25 | 36 | 84 | −48  | Desciende a la NIFL Championship 2015-16 |

Actualizado a los partidos jugados el 25 de abril de 2015.
 Fuente: Soccerway

### Resultados cruzados
| Local \ Visitante     | BMD | BYM | COL | DUN | INS | WPT |
| --------------------- | --- | --- | --- | --- | --- | --- |
| Ballinamallard United | —   | —   | —   | 1–0 | 2–0 | 3–3 |
| Ballymena United      | 2–1 | —   | —   | 1–0 | —   | 2–1 |
| Coleraine             | 1–2 | 0–1 | —   | —   | 3–1 | 2–1 |
| Dungannon Swifts      | —   | —   | 1–0 | —   | 1–1 | 1–1 |
| Institute             | —   | 1–2 | —   | —   | —   | —   |
| Warrenpoint Town      | —   | —   | —   | —   | 5–1 | —   |

## Promoción de ascenso/descenso
- El Warrenpoint Town ubicado en la 11ª posición en la NIFL Premiership, disputa con el Bangor subcampeón de la NIFL Championship una eliminación a doble partido por un lugar en la máxima categoría la próxima temporada.
| 28 de abril de 2015, 19:45 | Bangor                      | 2:0 (1:0) | Warrenpoint Town | Clandeboye Park, Bangor |                        |
|                            | - Moan 29' - McDowell 90+1' | Reporte   |                  | Árbitro(s): Ian McNabb  | Árbitro(s): Ian McNabb |

| 1 de mayo de 2015. 19:45 | Warrenpoint Town                                         | 2:0 (1:0) (t. s.)(3:1 p.)  | Bangor                                 | Milltown Playing Fields, Warrenpoint |  |
|                          | - McDonald 12' - McVeigh 76'                             | Reporte                    |                                        |                                      |  |
|                          |                                                          | Tiros desde el punto penal |                                        |                                      |  |
|                          | - McGuigan - McDonnell - M. Hughes - McVeigh - S. Hughes |                            | - Cooling - McDowell - Gardiner - Hall |                                      |  |

- Warrenpoint Town se mantiene en la máxima categoría al igualar 2:2 en el agregado y superar por 3:1 en penales a Bangor.

## Máximos goleadores
Fuente:
| Pos. | Jugador           | Club            | Goles |
| ---- | ----------------- | --------------- | ----- |
| 1    | Joe Gormley       | Cliftonville    | 31    |
| 2    | Paul Heatley      | Crusaders       | 27    |
| 3    | Jordan Owens      | Crusaders       | 26    |
| 4    | Aaron Burns       | Linfield        | 17    |
| 4    | Daniel Hughes     | Warrepoint Town | 17    |
| 6    | Curtis Allen      | Glentoran       | 15    |
| 6    | Kevin Braniff     | Glenavon        | 15    |
| 6    | Andrew Waterworth | Linfield        | 15    |
| 9    | Eoin Bradley      | Glenavon        | 13    |
| 9    | Darren Murray     | Portadown       | 13    |